# Istočnoformoški jezici
Istočnoformoški jezici je naziv za skupinu austronezijskih jezika s otoka Tajvana (Formoza) čiji su predstavnici nekada klasificirani u pajvanske jezike, a danas čine granu austronezijskih jezika. Sastoji se od tri podskupine:
a. Centralna (2): amis [ami]; Amis, Nataoran [ais]
b. Sjeverna (2): basay [byq]; kavalan [ckv]
c. Jugozapadna (1): siraya [fos]

## Vanjske poveznice
- Ethnologue (15th)